# Doktor Szöszi
A Doktor Szöszi, (Legally Blonde) 2001-es amerikai filmvígjáték, az Oscar-díjas Reese Witherspoon főszereplésével. A film a szőke nős viccek cáfolataként született. Doktor Szöszi 2. címmel folytatása készült 2003-ban.

## Szereplők
| Színész           | Szerep                  | Magyar hang     |
| ----------------- | ----------------------- | --------------- |
| Reese Witherspoon | Elle Woods              | Kökényessy Ági  |
| Luke Wilson       | Emmett Richmond         | Stohl András    |
| Selma Blair       | Vivian Kensington       | Balogh Anna     |
| Matthew Davis     | Warner Huntington       | Laklóth Aladár  |
| Victor Garber     | Callahan professzor     | Ujréti László   |
| Raquel Welch      | Mrs. Windham-Vandermark | Borbás Gabi     |
| Alanna Ubach      | Serena McGuire          | Simonyi Piroska |
| Holland Taylor    | Stromwell professzor    | Kassai Ilona    |
| Jennifer Coolidge | Paulette Bonafonté      | Orosz Anna      |
| Ali Larter        | Brooke Taylor Windham   | Spilák Klára    |

## Filmzene
1. Hoku – „Perfect Day”
2. Valeria – „Ooh La La”
3. Vanessa Carlton – „A Thousand Miles”
4. Samantha Mumba – „Baby, Come on Over”
5. Fatboy Slim – „Sound of Milwaukee”
6. Lo-Ball – „Can’t Get Me Down”
7. Lisa Loeb – „We Could Still Belong Together”
8. Kool & The Gang – „Get Down on It”
9. Krystal – „Love Is a Beautiful Thing”
10. Joanna Pacitti – „Watch Me Shine”
11. The Black Eyed Peas, előadja. Terry Dexter – „Magic”
12. Mýa – „Sex Machine”
13. KC & The Sunshine Band – „That’s the Way (I Like It)”
14. Hot Chocolate – „You Sexy Thing”
15. Samantha Mumba – „Don’t Need You To (Tell Me I’m Pretty)”
16. Superchick – „One Girl Revolution”

## Díjak és jelölések
- Golden Globe-díj (2002)
  - jelölés: Legjobb színésznő – zenés film és vígjáték kategória: Reese Witherspoon
  - jelölés: Legjobb film – zenés film és vígjáték kategória
- MTV Movie Awards (2002)
  - jelölés: Legjobb film
  - jelölés: Legjobb női főszereplő: Reese Witherspoon
  - jelölés: Legmókásabb teljesítmény: Reese Witherspoon